# Greigia
Greigia Regel è un genere di piante della famiglia delle Bromeliacee (sottofamiglia Bromelioideae), nativo dell'America Latina.
Il nome del genere è un omaggio a Samuel Alexjewitsch Greig (1827-1887), presidente della Società Ortoculturale Russa.

## Tassonomia
Comprende le seguenti specie:
- Greigia acebeyi B.Will, T.Krömer, M.Kessler, Karger & H.Luther - Bolivia
- Greigia alborosea (Grisebach) Mez - Venezuela
- Greigia aristeguietae L.B.Sm. - Venezuela
- Greigia atrobrunnea H.Luther - Ecuador
- Greigia atrocastanea H.Luther - Bolivia
- Greigia berteroi Skottsb. - Isole Juan Fernandez
- Greigia cochabambae H.Luther - Bolivia
- Greigia collina L.B.Sm. - Cundinamarca
- Greigia columbiana L.B.Sm. - Costa Rica, Panama, Colombia, Ecuador, Venezuela
- Greigia danielii L.B.Sm. - Colombia, Bolivia
- Greigia exserta L.B.Sm. - Colombia
- Greigia kessleri H.Luther - Bolivia
- Greigia landbeckii (Lechl. ex Phil.) F.Phil. - Cile
- Greigia leymebambana H.Luther - Perù
- Greigia macbrideana L.B.Sm. - Perù
- Greigia marioi B.Will, T.Krömer, M.Kessler, Karger & H.Luther - Bolivia
- Greigia membranacea B.Will, T.Krömer, M.Kessler, Karger & H.Luther - Bolivia
- Greigia mulfordii L.B.Sm. - Colombia, Ecuador
- Greigia nubigena L.B.Sm. - Colombia
- Greigia oaxacana L.B.Sm. - Oaxaca, Chiapas
- Greigia ocellata L.B.Sm. & Steyermark - Venezuela
- Greigia pearcei Mez - Cile
- Greigia racinae L.B.Sm. - Colombia
- Greigia raporum H.Luther - Perù
- Greigia rohwederi L.B.Sm. - El Salvador, Honduras
- Greigia sanctae-martae L.B.Sm. - Colombia
- Greigia sodiroana Mez - Ecuador
- Greigia sphacelata (Ruiz & Pavón) Regel - Cile
- Greigia stenolepis L.B.Sm. - Colombia, Ecuador, Bolivia
- Greigia steyermarkii L.B.Sm. - Guatemala, Honduras
- Greigia sylvicola Standley - Costa Rica, Panama
- Greigia tillettii L.B.Sm. & Read - Venezuela
- Greigia vanhyningii L.B.Sm. - Veracruz, Oaxaca, Chiapas
- Greigia vilcabambae H.Luther - Perù
- Greigia vulcanica André - Colombia, Ecuador